# Саул Ґарсія Кабреро
Саул Ґарсія Кабреро (нар. 9 листопада 1994, П'єлагос, Іспанія) — іспанський футболіст, захисник футбольної команди «Депортіво» з міста Ла-Корунья.

## Життєпис
Народився 3 липня 1986 року у провінції П'єлагос, Іспанія. У віці дев'яти років приєднався до юнацької футбольної школи. У сезоні 2012/13 провів свої першій виступи за резервну команду «Расінґ Б».
29 грудня 2014 уклав угоду з командою Ла Ліґи «ФК Депортіво» строком на 4,5 роки.